# Cyaniris owgarra
Cyaniris owgarra är en fjärilsart som beskrevs av Bethune-Baker 1908. Cyaniris owgarra ingår i släktet Cyaniris och familjen juvelvingar. Inga underarter finns listade i Catalogue of Life.